# ビシュブルン
ビシュブルン (ドイツ語: Bischbrunn) は、ドイツ連邦共和国バイエルン州ウンターフランケン行政管区のマイン＝シュペッサルト郡に属す町村（以下、本項では便宜上「町」と記述する）で、マルクトハイデンフェルト行政共同体に加盟している。

## 地理

### 位置
エッセルバッハ川はこの町から湧出している。この川はヴァッヒェンバッハ川を経てハーフェンロール川に注ぐ。町内の最高地点は、シュペッサルト山地の最高峰であるガイアースベルク山頂の海抜 586 m、最低地点はツヴィーゼルミューレ近くのハスロッホバッハ川沿いの海抜 229 m である。

### 自治体の構成
自治体ビシュブルンは、2つのオルツタイル（行政上の地区区分）、8つのジートルング（集落）に分けられる。
- ビシュブルン
  - ブライトゾル
  - シュライフミューレ
  - シュトラースリュッケ
  - トーアハウス・アウローラ
- オーベルンドルフ
  - ノイバウ
  - ジルヴァン・イム・ヴァイアースグルント

ゲマルクング（伝統的な地籍区分）は、ビシュブルン、ビシュブルナー・フォルスト、フュルストリヒ・レーヴェンシュタインシャー・パルクおよびオーベルンドルフである。

### 隣接する町村
| ロールブルナー・フォルスト* （アシャッフェンブルク郡） | フュルストリヒ・レーヴェンシュタインシャー・パルク* |                |
| アルテンブーフ （ミルテンベルク郡）                    |                                                     | エッセルバッハ |
|                                                        | ショルブルン                                        |                |

- 郡名が明記されていない町村および地区はいずれもマイン＝シュペッサルト郡に属す。
- 地名の後に「*」があるのは、市町村に属さない地域である。

## 地名

### 語源
町名は、中高ドイツ語の単語 Bischof と Brunne からなる。「司教の水源」を意味しており、これはマインツ大司教に由来する。町の創設伝承によれば、ケンデルスブルネン（エッセルバッハ川の水源）を指している。

### 古い表記
この町は、様々な古地図や史料に以下のような表記で記されている。
- 1423年 Bischofbrunnen
- 1791年 Bischbrun
- 1819年 Bischbrunn

## 歴史

### 自治体の成立まで
ビシュブルンはマインツ大司教領の一部として、1803年の帝国代表者会議主要決議により新たに創設されたアシャッフェンブルク侯国に属したが、1814年にバイエルン王国領となった。バイエルンの行政改革に伴う1818年の自治体令により現在の自治体が成立した。

### 行政史
1862年にベツィルクスアムト・マルクトハイデンフェルトが創設され、ビシュブルンはその管轄下に置かれた。1939年にドイツ国全土で「ラントクライス」（郡）の呼称が用いられることとなった。ビシュブルンはマルクトハイデンフェルト郡の47市町村の1つとなった。マルクトハイデンフェルト郡の廃止によりビシュブルンは、1972年7月1日に新設されたミッテルマイン郡に編入された。この郡は、10か月後に現在の「マイン＝シュペッサルト郡」と改名された。

### 町村合併
1978年5月1日、それまで独立した町村であったオーベルンドルフ（ノイバウとジルヴァン・イム・ヴァイアースグルントを含む）が合併した。2009年1月1日にウンターフランケン行政管区当局は、町の依頼に基づき、それまで市町村に属さない地域であった面積 28.22km2の「ビシュブルナー・フォルスト」を新たにビシュブルン町の管轄下に編入した。これにより町域面積は 36.18 km2 となり、シュペッサルト山地の最高峰である、高さ 586 m のガイアースベルクを町域に含むこととなった。ブライトゾル送信所は遠くからも望むことができる。

### 町域分離
この町は、2008年1月1日にクロプフブルン地区を分離し、アルテンブルーフ町に移管した。ツヴィーゼルミューレ地区は古くからすでにショルブルンに編入されていた。

### ビシュブルンの創設伝承
シュペッサルト山地の最高峰であるガイアースベルクの麓を、アシャッフェンブルクとマルクトハイデンフェルトとを結ぶ街道が古くから通っていた。シュペッサルト山地の所有者であったマインツ司教は、シカ狩りやイノシシ狩りの時だけでなく、隣接するヴュルツブルクへの旅にもこの街道を使っていた。
ある時、人の住まない荒涼とした道を何時間も進むうち、司教の従者たちは飲み物を使い果たしてしまった。旅は困難で、ガイアースベルクへの登り道は日中、快晴の青空の下であり、上り坂で皆のどの渇きを覚えた。司教も新鮮な飲み物を欲した。
1人の森をよく知る従者が街道からほど近い、現在のトーアハウス・アウローラとシュトラースリュッケとの間で新鮮な泡立つ湧き水を見つけた。彼は水をコップに汲み、まず司教に飲ませた。彼は爽やかな水を味わい、コップを従者に返し、大いに満足して、これからこの泉を「ビショフスブルネン」（司教の泉）と呼ぶよう命じた。この泉の麓に、その後すぐにフォルストハウス（森林官の役宅）が設けられ、次第に「ビショフスブルネン」という集落が形成され、略して「ビシュブルン」と呼ばれるようになった。

## 住民

### 人口推移
1988年から2018年までの間に、この町の人口は1,731人から1,774人に43人、約 2.5 % 増加した。
- 1961年: 1,633人[4]
- 1970年: 1,855人[4]
- 1987年: 1,723人
- 1991年: 1,841人
- 1995年: 1,904人
- 2000年: 1,917人
- 2005年: 1,866人
- 2010年: 1,836人
- 2015年: 1,796人

### 宗教
ビシュブルンではカトリックが多数を占める。町には2つの司祭区が存在する。

## 行政

### 首長
2014年にそれまで30年間町長を務めたリヒャルト・クレプスと交替し町長に就任したヨアヒム・エンゲルハルト (Bürgerliste) は、2016年4月23日に亡くなった。2016年8月25日にアグネス・エンゲルハルトが町長に就任した。彼女は2020年3月15日の選挙で 87.6 % の支持票を集め、さらに6年の任期を獲得した。

### 紋章
図柄: 銀地と赤地に左右二分割。向かって左は、金のドングリをつけた緑のオークの枝。向かって右は、金の鎖と金のバケットのつるべ井戸。
紋章の歴史: 井戸 (Brunnen) は町名との語呂合わせである。枝は、シュペッサルト山地の中にあるこの町の環境を表している。銀と赤の配色は、マインツ大司教領の配色であり、町の創設から旧帝国終焉の1803年までその領邦に属していたことを示している。

## 経済と社会資本

### 経済状況
2018年6月30日現在、この町で働く社会保険支払い義務のある就労者は86人である。一方、この町に住む社会保険支払い義務のある就労者は875人である。従って、この町から他の市町村に通勤する就労者は、他の市町村からこの町に通勤する就労者に比べて789人多い。失業者数は17人であった。2016年、この町には8軒の農家があった。

### 教育
以下の教育施設がある。
- 幼稚園・保育園: 2園。合わせて定員111人に対して、園児数は66人（2019年現在）[14]。
- シュペッサルト基礎課程学校ビシュブルン。教員数11人、8クラス、児童数151人（2018/19年現在）[15]。